# Laura Battista
Laura Battista (Potenza, 23 novembre 1845 – Tricarico, 9 agosto 1884) è stata una poetessa italiana.

## Biografia
Nacque a Potenza il 23 novembre del 1845, figlia di Raffaele Battista da Agrigento e di Caterina Atella da Matera.
Il padre fu un insegnante di lettere e segretario perpetuo della Società Economica di Basilicata e consigliere provinciale di Matera. 
Raffaele insegnò Latino e Greco presso il Real Collegio di Basilicata a Potenza dal quale fu espulso a causa del suo orientamento Liberale, poiché l'istituto fu affidato alla direzione dei Gesuiti.
Egli poté riprendere a insegnare solo dopo l'Unità d'Italia e, quindi, dopo la scomparsa del regime borbonico.
Nel 1871, in seguito al trasferimento della famiglia a Matera dovuto alle persecuzioni di cui fu oggetto il padre in ragione delle sue posizioni politiche, divenne consigliere provinciale della Basilicata.
Autore di studi e inchieste sullo stato dell'economia agraria della provincia, era un fine latinista e autore di traduzioni e fu il primo e, per molto tempo, l'unico maestro di Laura.
Sua madre, Caterina, che era una donna colta e dai forti sentimenti liberali, morì nel 1859, quando lei aveva tredici anni.
La madre poté svolgere perlopiù una funzione puramente affettiva, la cui privazione ispirò Laura nel dedicarle la lirica All'usignuolo.
Laura aveva anche due fratelli, Camillo e Margherita, i quali studiarono latino, greco e letteratura italiana indirizzati dal padre. Con la scomparsa della madre, il padre investì le sue frustrazioni e ambizioni sulle qualità intellettuali di Laura, arrivando a pensare alla figlia solo in termini culturali ed intellettuali. L'ingombrante autorità del padre, tuttavia, la costrinse a trascorrere l'infanzia sui libri, lontana da ogni tipo di distrazione. Quest'inusuale e rigida educazione la portò ad un profondo isolamento. In nome della solitudine con la quale conviveva, Laura iniziò a rifugiarsi nella poesia.
Infatti Laura, già da giovanissima, sapeva comporre complesse liriche.
A quindici anni pubblica nell'antologia di autori lucani "Fior di Ginestra", stampata nel 1860 a Potenza, la sua poesia dedicata alla madre, intitolata "All'usignuolo".
Tuttavia le sue spiccate doti poetiche non poterono essere espresse come ella desiderava perché la povertà socio-culturale della Basilicata e la sua stessa solitudine erano per lei un impedimento intellettuale.
Ed è proprio in nome della sua esigenza ad esprimersi, in un paese che non lo permetteva, che ella divenne sensibile ai problemi politici, sociali e storici del tempo.
Non rimase chiusa entro le personali problematiche esistenziali e letterarie, anzi, le problematiche di grande attualità ingombrarono per sempre il suo giovane animo.
Dopo l'unità d'Italia e la liberazione dal dominio borbonico, nel 1861 Laura non aveva più necessità di nascondere la sua passione politica-nazionale e i suoi ideali patriottici e liberali.
Laura scrisse molte poesie dedicate direttamente o indirizzate a Garibaldi,vero eroe di Laura Battista e del Popolo Italiano.
Non ancora maggiorenne, Laura fu in grado di studiare da autodidatta grazie alla sua inclinazione a conoscere, che la spinse, insieme al suo innato interesse per l’attualità, a studiare diverse lingue straniere come l’Inglese, il Francese e il Tedesco.
Così comincio anche a tradurre opere di Thomas Moore, Johann Wolfgang von Goethe, John Milton, George Gordon Byron e Maria Wagner.
Tutti autori che a differenza sua non erano condannati a vivere incompresi in un luogo isolato.
Ad un certo momento, le fu imposto di rallentare con gli studi per non compromettere ulteriormente la propria salute.
Tuttavia, questa sua incessante necessità di apprendere la spinse, nel 1874, a prendere in considerazione il ramo dell’insegnamento.
È così che nello stesso anno venne nominata maestra del Convitto Magistrale di Potenza.
Vi rimase per pochi mesi, essendo stata costretta il 22 marzo 1875 a lasciare presto l'incarico, sia per ragioni di salute, sia perché nel 1870 aveva sposato il conte Luigi Lizzadri, appartenente ad una delle più antiche famiglie di Tricarico,figlio di Francesco Maria e Rosalba De Deo, originaria di Minervino Murge, e discendente del giovane martire dei moti napoletani del 1794, Emmanuele De Deo.
Vivere a Tricarico la condannò ad una maggiore condizione di isolamento, nonostante il paese fosse tra i più grossi centri della regione dopo Potenza e Matera.
Luigi Lizzardi non fu né un marito affettuoso e attento, né un buon padre ed era descritto da chi lo conobbe come ozioso signorotto dedito al gioco e alle donne. 
Non trovò amore, dunque Laura, nel suo matrimonio combinato, come testimoniano le non poche liriche scritte tra il 1759 e 1873 dedicate alla sua famiglia e a quella dei Lizzadri.
Laura era sofferente nel fisico e nobile nei sentimenti e non riuscì a vivere tranquillamente la sua vita coniugale scossa dalle precarie condizioni economiche e dalla perdita di quattro dei suoi cinque figli.
Soltanto il figlio Francesco Nicola Arnaldo sopravvisse, invece le altre quattro figlie femmine Rosalba, Raffaella, Margherita ed Ermenegilda morirono l’una dopo l’altra caricandola di altro dolore.
Infatti molte furono le poesie scritte in memoria delle sue figlie.
La morte delle quattro figlie rappresenta un decadimento psichico e fisico nella vita di Laura, consolata solo dal figlioletto e dalla poesia. Trascorse anni infelici, attendendo una gloria irraggiungibile, fino a quando non decise di dedicarsi nuovamente all'insegnamento.
Laura Battista ebbe una ricca corrispondenza epistolare con molti intellettuali del tempo come il Prati, l'Aleardi e Carducci, che apprezzarono le sue liriche e il suo ardente messaggio civile. Strinse anche rapporti d'amicizia con intellettuali e politici suoi conterranei, a lei vicini per il loro grande animo patriottico, e ai quali Laura, dall’ignorato angol funesto dedicò liriche celebrative. Si ricordano il deputato parlamentare Gaetano Brunetti, Abele Mancini, versificatore e stagista, il procuratore di Matera Stefano Pucci, Raffaello Fornaciari, accademico della Crusca e il filologo patriota Pietro Fanfani.
Nel 1879, Laura pubblicò la sua raccolta di 81 liriche,‘Canti’, presso la Tipografia Conti di Matera, dedicandola ai figli perduti. Nella prima parte della raccolta si legge:
(Cit. in Canti p.1)
L'opera non ebbe successo probabilmente perché pubblicata in una piccola provincia e il desiderio di gloria della poetessa, sempre agognato non si realizzò.
A trentasette anni, nel 1883, Laura dallo spirito libero ed indipendente, entrò nuovamente nel mondo del lavoro e, dopo aver ottenuto l’abilitazione all'insegnamento delle Lettere Italiane nelle scuole normali e negli educandati femminili, si trasferì a Camerino (Marche) dove le fu assegnata una cattedra. Per l'inizio dell'anno scolastico, tenne una prolusione che è anche una sintesi della sua visione della donna e della vita:
(Cit. in G. Caserta, Seguito dei Canti, Matera, Giannatelli, 2005)
La lontananza da casa e il lavoro per lei impegnativo, accrebbero la sua spossatezza e non migliorarono le sue condizioni di salute. Ammalatasi, dovette ritirarsi dall'insegnamento e tornare rapidamente a Tricarico, dove si spense, qualche mese dopo, il 9 agosto 1884 nel palazzo di famiglia a trentotto anni.
La sua tomba andò distrutta negli anni ottanta del Novecento.

## Opere
A quindici anni, nel 1860, Laura Battista pubblicò la sua prima opera, una poesia dedicata alla madre (in cui è evidente, secondo Natali, l'imitazione leopardiana) dal titolo All'usignolo in Fior di ginestra, un'antologia di poeti lucani e nel 1869 pubblicò il dramma storico in tre atti Emmanuele de Deo.

### Emmanuele De Deo
A ventitré anni, Laura Battista scrisse e divulgò il dramma storico-politico, Emmanuele De Deo, stampato a Potenza nel 1869, in cui celebrava uno dei più tragici momenti della storia del Mezzogiorno d’Italia, la congiura antiborbonica, scoppiata a Napoli nel 1794 e organizzata dai circoli giacobini che, nutriti degli ideali libertari francesi, propugnavano la rivoluzione anche in Italia, sognando l’instaurazione della repubblica.
La congiura fu scoperta dalle guardie borboniche e furono arrestati alcuni giovani studenti e intellettuali. Tra loro vi erano gli amici Vincenzo Galiani, Vincenzo Vitaliani ed Emmanuele De Deo. Quest'ultimo era nato, nel 1772, a Minervino Murge ed era uno studente di diritto presso l’Università partenopea.  Emmanuele De Deo fu arrestato il 9 gennaio 1794 e sottoposto a tortura perché rivelasse i nomi dei cospiratori ma non fece alcuna rivelazione. I suoi due compagni si lasciarono andare a confessioni e tutti e tre salirono sul patibolo di Piazza Mercato nell'ottobre dello stesso anno.
Laura Battista, nel suo dramma in versi (endecasillabi), diviso in tre atti, narra la tragica vicenda del carcere del protagonista Emmanuele De Deo, del processo che subisce, una vera farsa, basata su false accuse, e poi dell’attesa del giudizio finale. La prigione non piega il giovane patriota fedele alle idee di patria, libertà e nazione. E per questo nell'intero testo la sua figura domina con il suo slancio eroico.
Accanto a Emmanuele si muovono due personaggi secondari, il vecchio padre Vincenzo e la donna dal giovane amata, Eleonora De Fonseca Pimentel. Davvero commoventi appaiono i dialoghi che il giovane ha sia con il padre che con Eleonora che incontra in carcere. Il padre raggiunge Napoli e si reca nella prigione dove cerca invano di convincere il figlio a far i nomi dei cospiratori per poter aver salva la vita. Ma Emmanuele è sordo alle preghiere del genitore perché persuaso della necessità del suo sacrificio. Egli è consapevole che finirà impiccato e, soffocando il dolore per la perdita dei suoi cari, aspetta coraggiosamente la morte che consacrerà i suoi ideali di patria e unità. Il suo sacrificio è indispensabile perché la sua dedizione alla causa unitaria possa diventare esempio civile e politico ed è per questo che Emmanuele rifiuta la grazia del re. La congiura non è fallita realmente ed Emmanuele non è stato sconfitto dall'ingiustizia e dalla violenza della tirannide.
Emmanuele De Deo incarna il patriota autentico che con il suo sacrificio contribuisce al cambiamento storico-politico. La poetessa credeva nella propria missione sociale della sua penna che aveva come obiettivo la conquista della libertà e la formazione di uno stato unitario e con l’esempio del suo eroe cercava, alla maniera di Ugo Foscolo, di stimolare la società a partecipare alla lotta contro la tirannide.
(L. Battista, Emmanuele De Deo: dramma storico in tre atti p.27 - 28, Potenza, V. Santanello, 1869, legato con Commedie edite e inedite, di Vincenzo Martini)

### I Canti
Nel 1879, incitata da Abele Mancini, Laura Battista pubblicava la sua raccolta di liriche, scritte dal 1859 al 1879. La raccolta contiene 81 componimenti di varia natura: sonetti, canzoni, odi ed epodi, composti con eccezionale abilità nella versificazione. Tutte le liriche sono corredate di data e luogo di composizione. Nella raccolta sono presenti poesie intimistiche e d'occasione, che permettono di conoscere la personalità dell'autrice e l’ambiente in cui visse. Molte sono le liriche di stampo patriottico, volte a far nascere negli uomini lo spirito nazionale. Anche se Tricarico era un piccolo paese, arroccato sull'Appennino lucano, difficile da raggiungere, i suoi abitanti erano informati sulle vicende politiche che si consumavano nel resto d'Italia e furono molti i gentiluomini del paese che diedero vita a un vivace dibattito politico e socio-culturale a cui partecipò con il suo canto anche Laura Battista.
La breve esistenza della poetessa, che morì all'età di trentotto anni, fu segnata dal dolore per la perdita prima della madre e poi delle quattro figlie, dall’angoscia e dalla frustrazione derivate dall'impossibilità di evadere dall’ambiente retrogrado di Potenza prima e di Matera e Tricarico dopo e dall’amarezza derivata da un matrimonio senza amore. 

#### La lirica sentimentale
A soli 13 anni Laura compose la lirica All'usignolo, a cui confida la sventura che si è abbattuta sulla famiglia, la morte del bene più grande. È un canto di dolore e di immensa disperazione di una giovane figlia a cui il crudele destino ha portato via prematuramente la madre e con lei anche la spensieratezza della fanciullezza, durante la quale il suo cuore scevro d’affanni / S’abbandonava ai più dolci desiri (). Il suo pianto è la constatazione della fragilità dell’esistenza umana, che nulla può davanti alla potenza di Dio.
La lirica si chiude con l'invito all’usignolo di fermarsi un giorno sulla sua tomba e ad onorarla con le sue melanconiche note.
Laura Battista cantò il dolore dell’esistenza umana, le effimere aspettative della fanciullezza e le sofferenze della vita adulta, alle quali poteva dar pace solo la morte. Il desiderio di morte è presente in molte liriche ed è ritenuto dalla poetessa l’unico scampo ai suoi giorni senza gioia. Cantò la perdita dei suoi cari figli, dei suoi parenti, dei conoscenti e, con i suoi versi, confortò anche gli amici colpiti dallo stesso crudele destino.
L’insopportabile dolore di Laura madre per la perdita della figlioletta Rosalba nata il 18 luglio 1877,  ricorre nell’Epodo sull’urna di mia figlia Rosalba Lizzadri. La lirica si apre con l’immagine della primavera che ritorna con la sua vitalità e l’invito che Laura rivolge alla figlia di destarsi dal sonno della morte e allietare il cuore della madre con le sue parole. Lei vuole riabbracciarla e nutrirla così come faceva quando era in vita ma ciò è impossibile. Non le rimane che lasciarsi rapire da insani pensieri. Primavera ritorna:
Forte è l'amore filiale che la poetessa nutre per il padre che le è rimasto sempre vicino e al quale va tutta la sua riconoscenza perché "amante la rese di ogni virtù". Al vecchio padre dedicò, nel 1869, la lirica A mio padre, al quale, con tristezza, confida la sua speranza di soccombere prima di lui poiché il suo cuore, già logorato da tanti lutti, non potrebbe sopportare la perdita di un'altra persona a lei cara.
(Canti, p. 208)
La morte delle sue quattro figlie le procurò un'indicibile sofferenza che consumò la sua già fragile condizione fisica e la condusse alla morte prematura che donò alla poetessa la fine delle sofferenze e la pace del cuore per tutta la vita invano cercate

#### La lirica patriottica
Fu autrice di poesie patriottiche, risorgimentali, e intrattenne rapporti epistolari con Giosuè Carducci, Aleardo Aleardi e altri intellettuali suoi contemporanei. Ebbe a dire: "Ella ha avuto il coraggio di toccare un argomento che brucia, le donne greche cantavano l'amore: le nostre hanno a cantar la Patria, i suoi fremiti, i suoi gemiti, le sue speranze, le sue glorie".
Il dolore domina anche nelle liriche patriottiche presenti nei Canti, ispirate all'Aleardi, al Manzoni delle odi civili e al Foscolo, da cui deriva il culto del sepolcro e della bella morte. (citazione).  La poetessa prova una profonda sofferenza per la patria oppressa dalla tirannide e per i martiri che hanno dato la vita per una giusta causa: la nascita di una nazione libera e felice. Le liriche patriottiche rivelano il furore combattivo dell'animo di Laura che nasceva dalla constatazione delle sofferenze della sua patria verso la quale Laura provava un grande affetto. La causa risorgimentale di cui Laura si fece portavoce fu la ragione che la mantenne in vita e uno dei suoi ideali più grandi. Molte liriche celebrano i personaggi illustri del movimento antiborbonico e risorgimentale come il martire Mario Pagano, il Conte di Cavour, Alessandro Manzoni, Aleardo Aleardi, uno dei pochi amici di Laura, Vittorio Emanuele II e Giuseppe Garibaldi, che per Laura era l’autentico artefice dell’unificazione italiana.
Intenso di slancio patriottico è la canzone scritta Per l’inaugurazione di un mezzo busto in marmo rappresentante Mario Pagano nell’aula della Corte di assise di Potenza il 14 marzo 1863, un eroe della rivoluzione napoletana del 1799, durante la quale immolò la sua vita per la liberazione di Napoli dalla tirannide.
(Canti, pp. 59-60))
Commovente la contemplazione delle sofferenze della patria nelle quali si rispecchiano quelle individuali della poetessa presente nella Lettera al Generale Giuseppe Garibaldi
(Canti, p. 120))
Verso Garibaldi Laura ebbe un’autentica ammirazione e gli dedicò molte delle sue liriche, nelle quali cantò le sue gesta e le sue sofferenze. Garibaldi è l'eroe delle guerre risorgimentali ed è l'eroe venerato da Laura Battista. A Garibaldi nel giorno onomastico decide i seguenti versi:
(Canti, pp. 105-106)
Sempre all’eroe la poetessa, nel settembre del 1864, dedicava la Lettera al Generale Giuseppe Garibaldi, in cui manifestava la sua incondizionata ammirazione e il suo affetto:
... O Garibaldi, e imploro / Che i celesti ti reggano nel grande / Conflitto per la Patria e per l’onore.»
(Canti, p. 120)
Queste liriche sono il canto di una donna, che consapevole del compito di diffondere la religione della patria e della libertà, esortava il popolo ancora sordo alla virile azione. Laura Battista fu testimone del suo tempo e visse con grande partecipazione spirituale gli eventi più importanti del Risorgimento italiano.